# Панкреатичен сок

## Панкреасният соке продукт на външната секреция назадстомашната жлеза, който чрез един отводен канал се излива направо вдванадесетопръстника. Изработва се от жлезата 2 – 3 минути след началото на храненето и може да продължи с часове (6 – 14 часа). ИмаpH≈ 8. При човек за едно денонощие се отделя средно около 1,5 – 2 литра панкреасен сок. Той съдържабикарбонатии неактивниензими, като:
- трипсиноген, химотрипсиноген, прокарбоксипептид – за разграждане на белтъците.
- амилаза, малтаза, захараза, лактаза – за разграждане на въглехидратите.
- липаза, естераза – за разграждане на липидите.